# Paul Huson
Paul Huson (nacido el 19 de septiembre de 1942) es un autor y artista británico que vive actualmente en los Estados Unidos. Además de escribir varios libros sobre ocultismo, brujería y tarot, ha trabajado extensamente en la industria del cine y la televisión,  también sitios web cómo Forcardslovers ha trabajado con su contenido en base a sus estudios.

## Biografía
Huson nació el 19 de septiembre de 1942 en Londres, hijo del autor Edward Richard Carl Huson y de la pintora y diseñadora de vestuario cinematográfico Olga Lehmann. Huson asistió a la Escuela North Bridge House de 1949 a 1956 y a la Escuela Leighton Park de 1956 a 1959, y luego ingresó en la Escuela Slade de Bellas Artes de la Universidad de Londres como estudiante de diploma de 1959 a 1963, con un director de pintura bajo Andrew Forge y una filial de diseño teatral bajo Nicholas Georgiadis y Peter Snow. En 1963 se le concedió una beca Rediffusion Asociada para estudiar cine bajo la dirección de Thorold Dickinson para un año más de postgrado.

## Vida artística en Cine y Televisión
Después de un papel en la película de René Clément protagonizada por Gerard Phillipe, Monsieur Ripois, Huson actuó en la película de Laurence Olivier de Ricardo III interpretando el papel de Eduardo, Príncipe de Gales, uno de los dos Príncipes de la Torre.
De 1965 a 1968 Huson trabajó como director artístico para la televisión de la BBC y Columbia Pictures, en el Reino Unido, antes de emigrar a los Estados Unidos, donde comenzó a escribir libros y cuentos y guiones para la televisión estadounidense, que incluían la serie de televisión Family and James at 15. Entre 1982 y 1987, junto con su socio William Bast, escribió y produjo tres series de televisión: Tucker's Witch, Los Hamptons y Los Colbys (un spin-off de la serie Aaron Spelling Dynasty); Los Colbys ganaron el premio People's Choice de 1986. En 1989 él y Bast escribieron una serie de dos partes titulada Twist of Fate, seguida en 1991 por The Big One: the Great Los Angeles Earthquake, otra de dos partes, que fue decisiva para alertar a Los Ángeles de sus inadecuadas disposiciones de respuesta a los terremotos en ese momento. En 1995 Huson y Bast escribieron el teletrabajo para la popular novela Secretos de Danielle Steel. En 1995 escribieron Invasión mortal: La pesadilla de la abeja asesina; un thriller paranormal, La furia interior; y Poder y belleza, un controvertido teletrabajo biográfico sobre la socialista Judith Exner y su relación con el presidente John F. Kennedy.

## Estudios esotéricos
Cuando aún era estudiante en el Slade Huson estudió la Cábala y la Tradición Esotérica Occidental con la Sociedad de la Luz Interior de Dion Fortune. En 1964 trabajó como asistente de investigación de Karlis Osis en la Sociedad Americana de Investigación Psíquica en Nueva York. En 1965 estudió la historia y las prácticas de la Orden Hermética del Amanecer Dorado y la Stella Matutina bajo la égida de Israel Regardie.
Posteriormente, Huson escribió varios libros populares sobre temas ocultos y afines: el influyente Mastering Witchcraft (1970), un estudio sobre el simbolismo del tarot The Devil's Picturebook (1971); Mastering Herbalism (1974); una introducción a la parapsicología How to Test and Develop your ESP (19750); dos novelas, The Keepsake (1981) y The Offering (1984), y una segunda obra sobre el simbolismo del tarot y la historia de la lectura del tarot, Mystical Origins of the Tarot (2004). Generalmente ilustra él mismo sus libros de no ficción, y diseñó una baraja de cartas de tarot basada en su investigación, Dame Fortune's Wheel Tarot (2009).

## Afiliaciones
Es miembro del Gremio de Autores de América, la Academia de Artes y Ciencias de la Televisión, el Gremio de Escritores de América, oeste, y la Academia Británica de Artes Cinematográficas y Televisivas.

## Vida personal
Huson vive en Los Ángeles. Su frecuente colaborador y pareja durante cuarenta y nueve años fue William Bast.